# 설악저수지
설악저수지는 강원특별자치도 양양군 강현면 둔전리에 있는 저수지이다. 1976년에 착공하여, 1980년에 준공되었으며, 한국농어촌공사에서 관리하고 있다.
설악저수지는 설악산 자락에 위치하고 있어 빼어난 경관을 자랑하고 있다. 저수지 제당으로부터 설악산 동쪽 기슭에는 진전사지 절터가 자리하고 있으며, 통일신라시대에 창건된 사찰로 16세기경에 폐사되었는데 현재 복원중에 있다. 저수지 주위에 둔전계곡과 간곡마을관리휴양지 및 석교마을관리휴양지가 하류에 위치하고 있다.

## 저수지 규모
- 유역면적 : 1,556ha
- 저수량 : 1,530m3
- 관개면적 : 225.6ha

## 시설 제원
- 댐형식 : 흙댐 (필댐)
- 제방 : 길이 172m, 높이 41.1m
- 물넘이 : 측수로식, 길이 90m, 월류수심 : 1.3m